# قطعنامه ۱۲۳۶ شورای امنیت
قطعنامه ۱۲۳۶ شورای امنیت سازمان ملل متحد که در تاریخ ۱۴ مه ۱۹۹۹ تصویب شد، سندی بین‌المللی دربارهٔ بررسی وضعیت مربوط به صحرای غربی است. این قطعنامه طی نشست ۴۰۰۲ام با ۱۵ رای موافق، ۰ مخالف و ۰ ممتنع تصویب شد.